# Ernée
Ernée é uma comuna francesa na região administrativa do País do Loire, no departamento de Mayenne. Estende-se por uma área de 36.53 km². Em 2010 a comuna tinha 5 808 habitantes (densidade: 159 hab./km²).